# 渡辺篤 (剣客)
渡辺 篤（わたなべ あつし、天保14年12月18日（1844年2月6日） - 大正4年（1915年）1月6日）は、幕末から明治の剣客、京都見廻組肝煎。初名は一郎。

## 経歴
渡辺時之進の長男として京都に生まれる。大野応之助の元で西岡是心流（剣術）を修める。他にも円明流（剣術）、荻野流（砲術）、無辺流（槍術）、日置流（弓術）、大坪流（馬術）などを習得。
元治元年（1864年）、禁門の変の折には二条城の警備を担当した。同年、京都文武場剣術世話心得に就任。慶応3年（1867年）、京都見廻組御雇七人扶持を皮切りに肝煎介・肝煎と昇進。同年11月15日（12月10日）、佐々木只三郎・今井信郎らと共に坂本龍馬・中岡慎太郎の暗殺（近江屋事件）に加担したとされる。
慶応4年（1868年）、鳥羽・伏見の戦いに旧幕府軍側として参戦。この頃に名前を「一郎」から「篤」に改名。
明治になり、奈良県警の監察官（のち本部長）として奉職した。奈良県知事海江田信義の計らいによるともいう。
京都府知事・北垣国道の開いた京都体育場の撃剣教師を務め、明治15年（1882年）には京都体育場の撃剣大会で籠手田安定と対戦している。
晩年、近江屋事件の様子を弟の渡辺安平や弟子の飯田常之助などに語り、父から贈られた刀「出羽大掾藤原国路」で龍馬を斬ったと述べている。